# Giambattista Morea
Giambattista Morea (* 22. September 1640 in Bitonto; † 11. Dezember 1711; auch Giambattista La Morea oder Gianbattista La Morea) war ein italienischer römisch-katholischer Bischof.

## Leben und Werk
Morea wurde am 2. Oktober 1684 zum Bischof von Lacedonia ernannt. Die Bischofsweihe spendete ihm am 8. Oktober desselben Jahres der vormalige Bischof von Recanati e Loreto, Kardinal Alessandro Crescenzi.
Sein Name ist eng verbunden mit dem Neubau der Kathedrale von Lacedonia. Von Giambattista Morea stammt eine handschriftliche Cronologia dei vescovi che occuparono la sede cattedrale di Lacedonia (Chronologie der Bischöfe, welche den Bischofssitz von Lacedonia innehatten).